# Stupid Fat Americans
Stupid Fat Americans é o primeiro EP da banda Zebrahead, lançado em 4 de Setembro de 2001.

## Faixas
1. "Wasted" — 3:29
2. "Chrome" (versão demo) — 2:43
3. "Swing" (versão demo) — 2:39
4. "Deck the Halls (I Hate Christmas)" — 3:56
5. "Jag Off" (ao vivo) — 3:14
6. "Someday" (ao vivo) — 3:31
7. "Get Back" (ao vivo) — 3:27

## Créditos
- Justin Mauriello - Guitarra, vocal
- Ali Tabatabaee - Vocal
- Greg Bergdorf - Guitarra
- Ben Osmundson - Baixo
- Ed Udhus - Bateria